# Вене (Мёрт и Мозель)
Вене́ (фр. Veney) — коммуна во французском департаменте Мёрт и Мозель региона Лотарингия. Относится к  кантону Баккара.	

## География
Вене расположен в 55 км к юго-востоку от Нанси, окружён лесами. Соседние коммуны: Ваквиль на севере, Нёфмезон на юго-востоке, Мервиллер на северо-западе.

## Демография
Население коммуны на 2010 год составляло 57 человек.
| 1962 | 1968 | 1975 | 1982 | 1990 | 1999 | 2010 |
| ---- | ---- | ---- | ---- | ---- | ---- | ---- |
| 47   | 39   | 22   | 29   | 42   | 42   | 57   |

## Политика
Небольшая деревня Вене стала известна в 2007 году во время президентских выборов. В первом туре выборов именно здесь лидер Национального фронта Жан-Мари Ле Пен набрал наибольшое число голосов (55,56%), значительно опередив всех других кандидатов. 